# Enhanced chipset

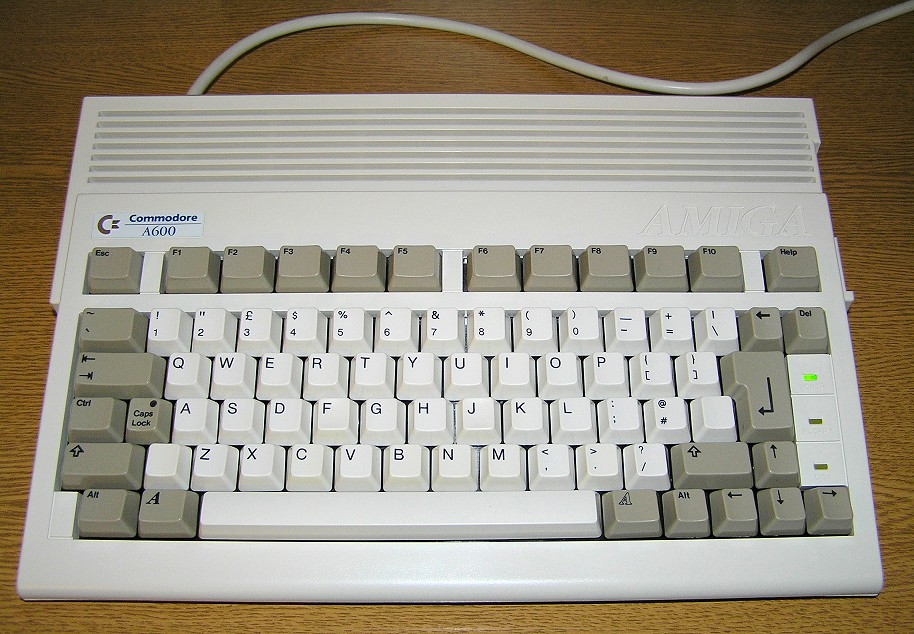
Ordinateur Amiga 600

Pour les articles homonymes, voir ECS.
L'Enhanced Chip Set (ECS) était le nom de la version améliorée du chipset des premiers Amiga (OCS). Il fut incorporé dans les ordinateurs Amiga 500plus, Amiga 600 et Amiga 3000.
L'ECS incluait les puces Super Agnus (avec 2 Mio de mémoire CHIP) et Super Denise. Le processeur audio, Paula de MOS Technology est resté inchangé.
Il ajoutait les fonctionnalités suivantes : 
- Le support des modes d'affichage Productivité (640☼480 non interlacé) et SuperHires (1280x200 ou 1280×256), limités à 4 couleurs.
- Le blitter capable de copier en une opération des régions plus larges que des blocs 1024×1024 pixels.
- L'affichage des sprites dans les bordures (en dehors de toute fenêtre où des plans de bit sont affichés).

Il a été suivi par le chipset AGA.